# 牧野机床
牧野机床（Makino）是一家1937年由牧野常造在日本创立的精密数控机床制造商。如今牧野机床的业务已经遍布全球。它在美国、欧洲以及亚洲各国均有制造基地或销售网络。2009年牧野机床在新加坡投资设立了新的研发中心，负责日本以外中低端加工设备的研发工作。